# Sauris
Sauris (Sauris en frioulan, Zahre en dialecte bavarois local) est une commune d'environ 500 habitants de l'ancienne province d'Udine, dans la région autonome du Frioul-Vénétie Julienne en Italie.

## Étymologie
Le nom de Sauris ainsi que la dénomination allemande Zahre remonte au toponyme Savira, « rivière » en illyrien antique.

## Géographie
Station de sports d'hiver et d'été, elle se trouve dans la région historique de Carnie au sein des Alpes carniques. Située au-dessus d'Ampezzo et du lac de Sauris, c'est la commune la plus élevée du Frioul. À l'ouest, elle est limitrophe avec la province de Belluno.
La municipalité est essentiellement constituée des deux villages de Sauris di Sotto (Unterzahre) à 1 215 m et de Sauris di Sopra (Oberzahre) à 1 390 m d'altitude. Elle est réputée pour sa charcuterie (jambon cru fumé de Sauris, speck frioulan), sa bière artisanale "Zahre Agribeer", ses fromages, son miel, ses herbes aromatiques, ses tissus artisanaux, ainsi que pour son carnaval.

## Économie
La commune obtient en 2022 le label Meilleurs villages touristiques de l'Organisation mondiale du tourisme.

## Culture

### Minorité linguistique
Sauris a été peuplé au XIIIe siècle par des colons parlant un dialecte bavarois originaire du val Pusteria en Tyrol proche de celui parlé à Sappada. Ce dialecte ne doit pas être confondu avec le cimbre et le mochène, tous deux également d'origine bavaroise.
La population de Sauris bénéficie du statut de minorité linguistique historique dans le cadre des lois régionales et nationales sur les minorités. Le dialecte était encore utilisé en 1979 par la moitié des 500 habitants.

## Administration
| Période                                  | Période  | Identité          | Étiquette    | Qualité |
| ---------------------------------------- | -------- | ----------------- | ------------ | ------- |
| 14 juin 2004                             | En cours | Giovanni Lucchini | Lista Civica |         |
| Les données manquantes sont à compléter. |          |                   |              |         |

### Hameaux
Sàuris di Sotto (Sede Comunale), Sàuris di Sopra, Latéis, La Màina (où se trouve le lac de Sauris), Field/Velt

### Communes limitrophes
Ampezzo, Forni di Sopra, Forni di Sotto, Ovaro, Prato Carnico, Vigo di Cadore

### Évolution démographique
Habitants recensés